# Gerd-Insel
Die Gerd-Insel (norwegisch Gerdholmen) ist eine Insel im Archipel der Südlichen Orkneyinseln. Sie liegt 1,5 km westsüdwestlich des Stene Point auf der Ostseite der Einfahrt zur Norway Bight vor der Südküste von Coronation Island.
Der norwegische Walfängerkapitän Petter Sørlle kartierte und benannte die Insel bei seinem Besuch der Südlichen Orkneyinseln zwischen 1912 und 1913. Namensgeberin ist seine Tochter.